# Chamaecytisus
Chamaecytisus Link, 1831 è un genere di piante spermatofite dicotiledoni appartenenti alla famiglia delle Fabacee, dall’aspetto di piccoli arbusti perenni e dai fiori papilionacei.

## Etimologia
Il nome di questa pianta si compone di due parti : chamae e cytisus. Il primo termine può significare (se tradotto liberamente) “piccolo”, “a terra” o “prostrato”; il secondo è una denominazione latina che discende da un preesistente vocabolo greco kytisos di incerta etimologia (potrebbe derivare da qualche idioma dei primi abitatori dell'Asia Minore).

## Descrizione
Sono piante suffrutici, infatti la forma biologica prevalente in questo genere è del tipo camefita suffruticosa (Ch suffr), ossia sono piante perenni e legnose alla base, con gemme svernanti poste ad un'altezza dal suolo tra i 10 ed i 40 cm (massimo 50 cm); nella stagione fredda le porzioni erbacee si seccano e rimangono in vita soltanto le parti legnose e ipogee.

### Fusto
I fusti sono legnosi e molto ramosi con portamento prostrato-ascendente.

### Foglie
Le foglie sono trifogliate (a tre segmenti o lobi o foglioline) di forma ellittica con apice acuto.

### Infiorescenza
L'infiorescenza è composta da fiori isolati posti all'ascella delle foglie superiori ed ha la particolarità di presentarsi con fiori mescolati alle foglie stesse (= racemo foglioso). A volte alla base dei fiori sono presenti delle brattee di tipo fogliare.

### Fiori
I fiori sono ermafroditi, pentameri, zigomorfi, eteroclamidati (calice e corolla ben differenziati) e diplostemoni (gli stami sono il doppio dei petali). La forma è quella tipica delle papilionacee e i colori vanno dal rosso porpora, al giallo o bianco.
- Formula fiorale:

K (5), C 3+(2), A (5+5), G 1 (supero)
- Calice: il calice è del tipo tubulare (gamosepalo) assai più lungo che largo (mediamente è lungo il doppio dei denti) e termina con 5 denti acuti; il calice è bilabiato in quanto i 5 denti sono raggruppati in due denti superiori brevi e tre inferiori più lunghi.
- Corolla: la corolla, (a 5 petali) è del tipo papilionaceo dialipetalo:  ossia abbiamo un petalo centrale più sviluppato degli altri, ripiegato verso l'alto (vessillo spatolato); altri due petali intermedi (le ali) sono liberi e in posizione laterale; mentre gli altri due rimanenti, inferiori, (= carena) sono concresciuti e inclusi nelle ali, al loro interno è contenuto l'androceo e il gineceo.
- Androceo: gli stami sono 10 connati (saldati in un fascio unico = monadelfi).
- Gineceo: lo stilo è unico e ricurvo su un ovario supero formato da un carpello uniloculare. Lo stigma è apicale.

### Frutti
Il frutto è un legume glabro appiattito di tipo deiscente. I semi (giallastri e scuri) alla base presentano una appendice callosa.

## Distribuzione e habitat
L'areale del genere si estende dalla Macaronesia, attraverso il Marocco e gran parte dell'Europa, sino all'Asia centrale.
In Italia sono presenti in tutta la penisola. 

La seguente tabella mette in evidenza alcuni dati relativi all'habitat, al substrato e alla diffusione delle specie a carattere alpino del genere di questa scheda.
| Specie | Comunità vegetali | Piani vegetazionali | Substrato | pH     | Livello trofico | H2O   | Ambiente       | Zona alpina         |
| --- | ----------------- | ------------------- | --------- | ------ | --------------- | ----- | -------------- | ------------------- |
| C. purpureus | 14                | collinare montano   | Ca        | basico | basso           | secco | F2 F7 G1 G4 I1 | da CO fino a UD     |
| C. hirsutus subsp. hirsutus | 14                | collinare montano   | Ca Ca/Si  | basico | basso           | secco | G1 G4 I4       | tutto l'arco alpino |
| C. hirsutus subsp. pumilus | 10                | montano subalpino   | Ca/si Si  | neutro | basso           | secco | F5 I1          | CN                  |
| C. supinus | 14                | collinare montano   | Ca Si     | basico | basso           | arido | F2 F7 G4 I1 I2 | CN AO BG BS BL UD   |
| Legenda e note alla tabella. Per il “substrato” con “Ca/Si” si intendono rocce di carattere intermedio (calcari silicei e simili); vengono prese in considerazione solo le zone alpine del territorio italiano (sono indicate le sigle delle province). Comunità vegetali: 10 = comunità delle praterie rase dei piani subalpino e alpino con dominanza di emicriptofite 14 = comunità forestali Ambienti: F2 = praterie rase, prati e pascoli dal piano collinare al subalpino F5 = praterie rase subalpine e alpine F7 = margini erbacei dei boschi G1 = lande e popolamenti a lavanda G4 = arbusteti e margini dei boschi I1 = boschi di conifere I2 = boschi di latifoglie I4 = querceti sempreverdi mediterranei |                   |                     |           |        |                 |       |                |                     |

## Tassonomia
Il genere appartiene alla tribù delle Genisteae.
Comprende le seguenti specie:
- Chamaecytisus albus (Hacq.) Rothm.
- Chamaecytisus austriacus (L.) Link
- Chamaecytisus banaticus (Griseb. & Schenk) Rothm.
- Chamaecytisus borysthenicus (Gruner) Klásk.
- Chamaecytisus calcareus (Velen.) Kuzmanov
- Chamaecytisus cassius (Boiss.) Rothm.
- Chamaecytisus danubialis (Velen.) Rothm.
- Chamaecytisus drepanolobus (Boiss.) Rothm.
- Chamaecytisus elongatus (Waldst. & Kit.) Link
- Chamaecytisus eriocarpus (Boiss.) Rothm.
- Chamaecytisus frivaldszkyanus (Degen) Kuzmanov ex Greuter, Burdet & G.Long
- Chamaecytisus heuffelii (Wierzb.) Rothm.
- Chamaecytisus hirsutus (L.) Link
- Chamaecytisus jankae (Velen.) Rothm.
- Chamaecytisus korabensis Pifkó & Barina
- Chamaecytisus kovacevii (Velen.) Rothm.
- Chamaecytisus kreczetoviczii (E.D.Wissjul.) Holub
- Chamaecytisus leiocarpus (A.Kern.) Rothm.
- Chamaecytisus lindemannii (Krecz.) Klásk.
- Chamaecytisus litwinowii (Krecz.) Klásk.
- Chamaecytisus mollis (Cav.) Greuter & Burdet
- Chamaecytisus nejceffii (Urum.) Rothm.
- Chamaecytisus paczoskii (Krecz.) Klásk.
- Chamaecytisus pineticola Ivchenko
- Chamaecytisus podolicus (Błocki) Klásk.
- Chamaecytisus ponomarjovii (Seredin) Czerep.
- Chamaecytisus prolifer (L.f.) Link
- Chamaecytisus proteus (Zumagl.) Holub
- Chamaecytisus pseudojankae Pifkó & Barina
- Chamaecytisus × pseudorochelii (Simonk.) Pifkó
- Chamaecytisus pulvinatus (Quézel) Raynaud
- Chamaecytisus purpureus (Scop.) Link
- Chamaecytisus pygmaeus (Willd.) Rothm.
- Chamaecytisus ratisbonensis (Schaeff.) Rothm.
- Chamaecytisus rochelii (Wierzb. ex Griseb. & Schenk) Rothm.
- Chamaecytisus ruthenicus (Fisch. ex Woł.) Klásk.
- Chamaecytisus skrobiszewskii (Pacz.) Klásk.
- Chamaecytisus spinescens Rothm.
- Chamaecytisus supinus (L.) Link
- Chamaecytisus tommasinii (Vis.) Rothm.
- Chamaecytisus triflorus (Lam.) Skalická
- Chamaecytisus virescens (Kovács ex Neilr.) Dostál
- Chamaecytisus wulfii (Krecz.) Klásk.
- Chamaecytisus zingeri (Nenukow ex Litv.) Klásk.

### Specie della flora italiana
L’elenco che segue utilizza il sistema delle chiavi analitiche.
- Gruppo 1A : i fiori sono colorati di rosa o purpureo:

Chamaecytisus purpureus (Scop.) Link. - Citiso purpureo : la pianta è alta da 12 a 20 cm; il ciclo biologico è perenne con forma biologica camefita suffruticosa (Ch suffr), mentre il tipo corologico è Est-Alpino/Illirico; l'habitat preferito da questa specie sono i prati aridi a substrato calcareo, ma anche la brughiera alpestre subalpina; sul territorio italiano è diffusa al nor-est ad una altitudine compresa tra i 200 e 800 m s.l.m..
- Gruppo 1B : i fiori sono colorati di giallo oppure giallo-bruno;

- Gruppo 2A : sono presenti delle spine in posizione apicale sui rami; questi sono bianco-argentini per la presenza di peli sericei appressati;

Chamaecytisus spinescens (Presl) Rothm. - Citiso spinoso : la pianta è alta da 20 a 40 cm; il ciclo biologico è perenne con forma biologica camefita suffruticosa (Ch suffr), mentre il tipo corologico è Subendemico; l'habitat preferito da questa specie sono i pascoli aridi a substrato calcareo; sul territorio italiano è diffusa al centro-sud ad una altitudine compresa tra i 300 e 1300 m s.l.m..
- Gruppo 2B : non sono presenti delle spine sui rami che sono verdi e possono o no avere dei peli (eventualmente sono peli patenti);

Chamaecytisus hirsutus (L.) Link - Citiso peloso : la pianta è alta da 30 a 40 cm; il ciclo biologico è perenne con forma biologica camefita suffruticosa (Ch suffr), mentre il tipo corologico è Eurosiberiano; l'habitat preferito da questa specie sono i prati aridi, le brughiere e boscaglie; è presente su tutto il territorio italiano fino a 1500 m s.l.m..

## Usi

### Giardinaggio
Alcune specie sono usate come piante ornamentali nella decorazione dei giardini di tipo roccioso per bordure o siepi divisorie.